# Saritchoban (Agdam)
Saritchoban est un village de la région d'Agdam en Azerbaïdjan.

## Économie
La principale occupation de la population est l'élevage et l'agriculture.

## Géographie
Le village de Saritchoban de la région d'Agdam est situé dans la circonscription territoriale administrative Khindiristan.

## Culture
Il y a un monument de l'âge du bronze près du village.